# ルドルフ・フォン・ロート
ルドルフ・フォン・ロート（ドイツ語: Rudolf von Roth、1821年4月3日 - 1895年6月23日）は、ドイツのインド学者。ヴェーダの研究者として知られ、またオットー・フォン・ベートリンクとともにサンスクリット大辞典を編纂した。

## 経歴
1821年、シュトゥットガルトに生まれた。テュービンゲン大学で神学と東洋諸言語を学び、1843年に博士の学位を取得した。その後パリに出て、ウジェーヌ・ビュルヌフの強い影響を受けた。ロンドンとオックスフォードではヴェーダの写本を研究した。研究成果は1846年に発表され、ロートをヴェーダの専門家として一躍有名にした。
- Zur Litteratur und Geschichte des Weda. Stuttgart: Liesching. (1846)

1845年にテュービンゲン大学に戻り、私講師の職についた。1848年に員外教授、1856年にサンスクリットの正教授に就任した。また同大学図書館の主任の職についた。

## 研究内容・業績
- ロートはヤースカ[4]のニルクタを研究し、また教え子のウィリアム・ドワイト・ホイットニーと共著でアタルヴァ・ヴェーダの校訂本を出版した。
  -  Jâska's Nirukta sammt den Nighaṇṭavas. 1. Göttingen. (1843) 巻2(1849)
  -  Atharva Veda Sanhita. Berlin: F. Dümmer. (1856)
- サンクトペテルブルクのオットー・フォン・ベートリンクによる巨大なサンスクリット辞典（7巻、1855-1875年）の編纂に協力した。ロートがヴェーダ時代を、ベートリンクが古典サンスクリットの時代を担当した[2]。